# Sultanija Safije
Sultanija Safije (1550. – 1619.) je bila supruga osmanskog sultana Murata III. i majka sultanija (Valide Sultan) Osmanskog Carstva za vrijeme vladanja njezinog sina Mehmeda III. Safije je bila jedna od najznačajnijih osoba za vrijeme "ženskog sultanata". Doživjela je vladavinu sedam osmanskih sultana: Sulejman I. Veličanstveni, Selim II., Murat III., Mehmed III., Ahmed I., Mustafa I. i Osman II.

### Podrijetlo
Safije se rodila oko 1550. godine u Dukađinskom gorju u današnjoj Albaniji. Često se govori da je podrijetlom iz Venecije poput sultanije Nurbanu, ali sudeći po venecijanskom izvoru, Safije je podrijetlom Albanka.

### Djeca
Safije je imala šestero djece s Muratom:
- Mehmed III., 13. sultan Osmanskog Carstva
- Princ Mahmud
- Sultanija Ajše
- Sultanija Fatma
- Princ Selim
- Sultanija Humasah

### Vrijeme kao Haseki sultanija Osmanskog Carstva (1574. – 1595.)
Safije je imala titulu "haseki" od 22. prosinca 1574. do 16. siječnja 1595. 
Svojeg prvog sina, i budućeg osmanskog sultana, rodila je 26. svibnja 1566. u vrijeme dok je sultan Sulejman I. bio živ. 
U početku je bila jedina žena sultana Murata III., ali je to smetalo njegovoj majci Nurbanu te ga je savjetovala da uzme druge žene zbog širenja dinastije. Nurbanu je uspjela u tome, ali to nije pokolebalo vezu između Safije i Murata. Dapače, Murat ju je i dalje cijenio te slušao njezine savjete. 1583. je umrla sultanova majka Nurbanu te je od tada Safije imala moć u svojim rukama i često se miješala u politička pitanja te savjetovala svog supruga.

### Vrijeme kao Majka sultanija Osmanskog Carstva (1595. – 1604.)
Murat III. je preminuo 16. siječnja 1595., a na prijestolju ga nasljeđuje sin Mehmet III., te tako Safije dobiva titulu majke sultanije koju je imala sve do 9. siječnja 1604. 
Sultanija Safije je bila jedna od najmoćnijih majki sultanija Osmanskog Carstva. Sudjelovala je u političkim pitanjima u vezi države i imala je velik utjecaj na svoga sina. Kao majka sultanija izmjenjivala je pisma s engleskom kraljicom Elizabetom I. te je tako pojačala veze između Engleske i Osmanskog Carstva. Međusobno su se darovale pa je tako sultanija Safije jednom prilikom dobila na poklon zlatnu kočiju.
Sultanija Safije je bila umiješana u pogubljenje unuka Mahmuda 1603. jer je presrela poruku koju je vjerski vidovnjak poslao njegovoj majci, sultaniji Halime. U poruci je pisalo da će Mehmed III. umrijeti za 6 mjeseci, a naslijedit će ga princ Mahmud. Mehmed III. je zbog sumnji u urotu i ljubomoran na sinovu popularnost naredio njegovo pogubljenje. 
22. prosinca 1603. umire Mehmed III., a nasljeđuje ga sin Ahmed I.

### Vrijeme nakon smrti sina (1604. – 1619.)
Nakon što je Ahmed I. postao sultan, njegova majka, sultanija Handan, dobiva titulu majke sultanije, a Safije je postala Velika majka sultanija (Büyük Valide Sultan) kao sultanova baka. Međutim, Safije je ubrzo protjerana s dvora u Staru palaču (točnije 9. siječnja 1604.). Ondje je i umrla oko 1619. godine. Pokopana je u Mauzoleju Murata III. u Aja Sofiji, Istanbul. 

### U popularnoj kulturi
U turskoj seriji "Veličanstveno stoljeće: Kösem" iz 2015., sultaniju Safije je glumila turska glumica Hülya Avsar.Doduše,većina događaja vezana za nju su lažna i nikad ostvarena.